# Rue de Fontenelle
La rue de Fontenelle est une voie publique de la commune française de Rouen.

## Situation et accès
La rue de Fontenelle est une voie sur la rive droite de Rouen, parallèle au boulevard des Belges. Longue de 650 mètres, elle relie la rue Jean-Lecanuet au quai du Havre.
Rues adjacentes
- Rue des Bons-Enfants
- Rue Cauchoise
- Rue du Cercle
- Rue de Crosne
- Rue Thomas-Corneille
- Rue de la Pie
- Rue Racine
- Rue Saint-Jacques
- Rue Anatole-France

## Origine du nom
Elle porte le nom de l'écrivain et scientifique rouennais Bernard Le Bouyer de Fontenelle (1657-1757).

## Historique
Cette rue a été créée par la réunion, en 1794, de la « rue des Jacobins » et de la « rue Saint-Pierre-le-Portier ».

## Bâtiments remarquables et lieux de mémoire
La rue de Fontenelle comporte plusieurs immeubles protégés au titre des monuments historiques:
- no 25 : rectorat
- no 35,37 : hôtel, inscrit MH en 1953[1]
- no 39 : hôtel, inscrit MH en 1954[2]
- no 41 : hôtel, inscrit MH en 1954[3]
- no 2 : maison, inscrite MH en 1953[4]

Personnalités y ayant vécu
- Jean-Baptiste Rondeaux (1775-1864), homme politique
- Auguste Barbet (1791-1872), industriel, financier et économiste
- Charles Verdrel (1809-1868), homme politique
- Édouard Duveau (1839-1917), ingénieur, au no 29
- Amélie Villetard (1844-1888), comédienne, y est née au no 29
- Ernest Hendlé (1844-1900), haut fonctionnaire
- Maurice Lebon (1849-1906), homme politique, au no 33
- Georges Dubosc (1854-1927), journaliste
- Jean Gaument (1879-1931), écrivain et professeur de lettres, au no 10
- Georges Peulevey (1880-1966), architecte, au no 26
- Henri Lucien Joseph Buron (1880-1969), peintre et illustrateur
- Thérèse Matter (1887-1975) infirmière et résistante, y est née au no 41
- Claudine Loquen (1965-), peintre et illustratrice, y a vécu au no 25